# La Blonde des tropiques
Pour plus de détails, voir Fiche technique et Distribution.
La Blonde des tropiques est un film français réalisé par André Roy en 1957.

## Synopsis
Clara Sergy, chanteuse de music-hall, sert de passeuse de drogue sans le savoir. Deux malfaiteurs cachent leur substances illicites dans les bagages de la vedette.

## Fiche technique
- Titre : La Blonde des tropiques
- Réalisation : André Roy
- Scénario : Charles Lemontier
- Décors : Claude Bouxin
- Photographie : Willy Faktorovitch
- Montage : Gabriel Rongier
- Production : André Roy
- Société de production : Roy Films
- Pays :  France
- Format : Couleur - 2,35:1 - 35 mm - Son mono
- Genre : Policier
- Durée : 90 minutes (1h30)
- Date de sortie : 
  - France : 1957

## Distribution
- Milly Mathis : Mme Chataignier
- Jean Tissier : commissaire Lebrun
- Paul Demange : Dany
- Robert Berri : M. Robert
- Célia Cortez : Clara
- Armand Bernard : inspecteur Fourache
- Jacques Charon : Alphonse
- Lisette Lebon
- Jenny Hélia